# Dinklageodoxa
Dinklageodoxa, monotipski biljni rod iz porodice katalpovki smješten u tribus Tecomeae. Jedina je vrsta D. scandens,  lijana iz zapadne tropske Afrike i liberijski endem

## Ime
latinsko ime roda Dinklageodoxa je u čast Maxa Juliusa Dinklagea (1864. – 1935.), njemačkog trgovca koji je sakupljao biljke u zapadnoj Africi, a latinski specifičan epitet scandens znači "penjati se". Prvi put ga je objavio Heine & Sandwith u Kew Bull-u. Vol.16 na stranici 223 1962.

## Opis
Dinklageodoxa je penjačica koja raste po drveću obalnih savana Liberije. Može doseći dužinu od preko 3 metra (11 stopa). Cvjetovi bijeli, vjenčić izvana lila boje pri dnu, iznutra s ljubičastim linijama i točkicama; zreli plodovi nepoznati.

## Sinonimi
- Dinklageanthus volubilis Melch. ex Mildbr.; Repert. Spec. Nov. Regni Veg. 41: 266 (1937), nomen
- Kigelia dinklagei Aubrév. & Pellegr.; Aubrév. Fl. Forest. Cote d´Ivoire 3: 210 (1936), gallice